# Kanton Hallencourt
Kanton Hallencourt is een voormalig kanton van het Franse departement Somme. Het kanton maakte deel uit van het arrondissement Abbeville. Het werd opgeheven bij decreet van 26 februari 2014 met uitwerking in 2015.

## Gemeenten
Het kanton Hallencourt omvatte de volgende gemeenten:
- Allery
- Bailleul
- Citerne
- Doudelainville
- Érondelle
- Fontaine-sur-Somme
- Frucourt
- Hallencourt (hoofdplaats)
- Huppy
- Liercourt
- Limeux
- Longpré-les-Corps-Saints
- Mérélessart
- Sorel-en-Vimeu
- Vaux-Marquenneville
- Wiry-au-Mont